# 카오스 (워해머)
카오스는 워해머 40,000의 등장인물이다.

## 카오스의 신

### 슬라네쉬
슬라네쉬는 욕망, 쾌락의 신이다. 카오스 신의 막내 격. 금발에 뿔이 돋은, 자웅동체 혹은 남성, 여성, 무성으로 묘사된다고 한다. 성스러운 숫자는 6이며, 그의 본거지는 슬라네쉬의 궁전이다.
우주를 통일한 엘다 (워해머 40,000) 들이 정신 못 차리고 있을 때 탄생했다. 탄생할 때의 첫 울음소리에 수많은 엘다들이 죽거나 미쳤고, 엘다의 여러 신마저도 거의 다 죽어버렸다. 심지어는 그를 죽이러 나타난 엘다의 전신(戰神) 케인도 싸움 끝에 패주시켰다. 전투 중에 케인을 몰아붙여서 죽일 기회가 있긴 했는데, 슬라네쉬가 그래도 막 태어난데다, 케인을 끝장을 내려고 힘을 쓰다가는 옆에서 으르렁거리는 코른이 자신을 먹어버릴까봐 마지막 일격을 날리는 것을 주저했고, 그 기회를 놓치지 않은 케인이 몸을 여러 조각으로 나누어 크래프트 월드에 피난시켜서 도망쳤다.
그는 가장 완벽한 모습을 가지고 있기 때문에, 그와 만나는 모든 생명체는 그에게서 완벽함을 느낀다고 한다. 카오스 신들 중에서는 가장 축복받은 완벽하게 아름다운 모습을 하고 있다고 하는데, 평범한 인간은 그의 미모를 보면 넋을 놓아 영혼을 잃어버릴 수도 있다고 한다.
인간을 타락시켜 고문하고 쾌락을 취하기 때문에, 그냥 보이는 족족 죽이는 코른 (워해머 40,000) 과는 대립관계. 엘다를 다 빨아먹을 때 코른이 훼방놓은 덕분에 엘다가 살아남을 수 있었다. 슬라네쉬가 가진 긍정적인 면은 완벽함.

### 젠취
젠취(Tzeentch)는 변화와 창조의 신으로, 마법과 돌연변이, 변화와 밀접한 연관을 가지는 신이다. 기본적으로 변화의 신인지라 여러 모습을 취할 수 있으나, 또아리를 틀고 있는 뱀으로 묘사되는 경우가 많다. 워프 우주 내에는 그의 본거지인 젠취의 미궁이 존재하며, 이곳은 순수한 마력이 뒤엉켜 회오리치는 데몬 월드다. 젠취의 성스러운 숫자는 9. 젠취는 운명을 조작해 상대방을 농락하는 것을 좋아하며, 창조의 신이기 때문에 사악한 피조물을 만들수도 있다. 일단은 창조신이기 때문에, 파괴신인 너글과 코른과는 대립관계이다. 그가 가진 긍정적인 면은 희망.
젠취의 추종자들은 계략과 음모에 능한 전략가가 된다. 또한 강력한 마법적 축복이 내려 강력한 마법사가 되지만, 카오스의 추종자들 중에서 가장 돌연변이와 기형이 심하기도 하다.
40K에선 마법공격력에 보너스와 불변 세이브를 준다. 카오스 스페이스 마린의 사우전드 선 리전이 숭배하고 있는데, 이들은 돌연변이와 기형을 막으려고 마법을 썼다가 (젠취의 농간으로) 잘못되는 바람에 마법을 쓰는 자들은 마력이 강화되었지만 마법을 쓰지 못하는 자들은 모래먼지가 되어 갑옷안에 들러붙은 채 죽은 것도 아니고 산 것도 아닌 상태가 되고 말았다. 이후 이렇게 된 자들은 루브릭 마린으로 불리며 카오스 진영에서 유닛으로 사용된다.
판타지에서는 역시 카오스 부족들이 믿으며, 마법 방어에 대한 도움을 준다.